# Зруйнування веж Світового торгового центру в Нью-Йорку
40°42′41″ пн. ш. 74°00′44″ зх. д. / 40.711422222222° пн. ш. 74.012222222222° зх. д.

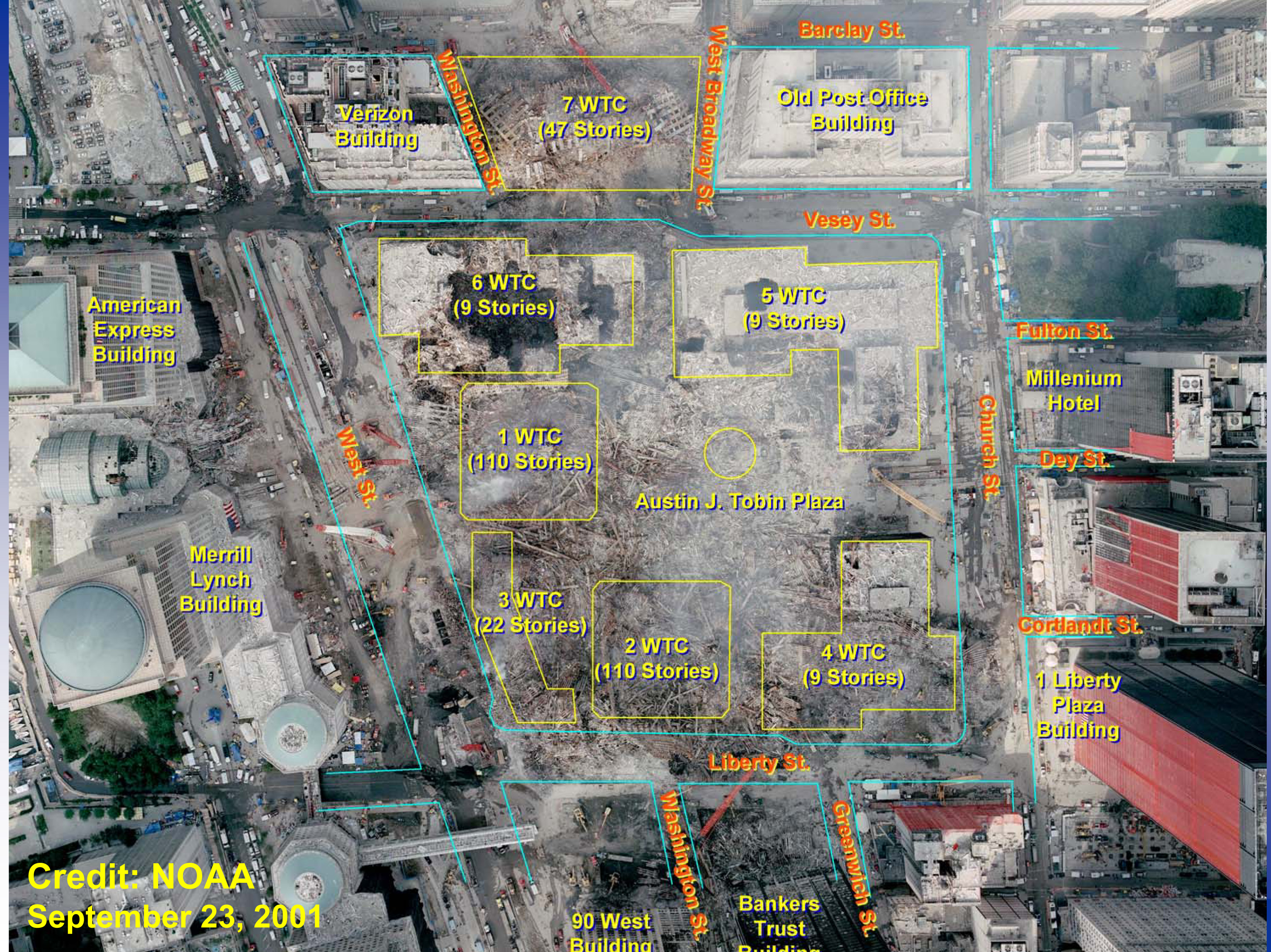
Граунд-Зіро з позначеними контурами будинків

Руйнування веж Світового торгового центру (СТЦ) стало основною подією з тих, які відбувалися в США у зв'язку з терористичними актами 11 вересня 2001 року. Дві головні вежі комплексу ВТЦ були вражені викраденими комерційними авіалайнерами, Південна вежа 2 WTC обрушилася о 09:59, через годину після того, як в неї врізався літак, Північна вежа 1 WTC пішла за нею о 10:28. Також в результаті стихійно виниклих пожеж о 17:20 обрушилася вежа 7 WTC.
Загалом загинули 2751 чоловік, включаючи 157 пасажирів і членів команди на борту обох літаків. Обвалення веж завдало серйозної шкоди будівлям комплексу ВТЦ, а також навколишнім будівлям.
Федеральне агентство надзвичайних ситуацій (FEMA) завершило вивчення обставин трагедії в травні 2002 року . Агентство визнало, що конструкція веж ВТЦ відповідала вимогам, руйнування веж пояснюється дією надзвичайних чинників, що знаходяться поза можливостями контролю проєктувальників і будівельників. FEMA висловило попередню думку, що руйнування, можливо, було викликано ослабленням конструкцій, що підтримують перекриття поверхів. У той момент, коли підтримуючі ферми на поверхах зони удару відділилися від центральних опорних колон, верхні поверхи почали падати на нижні, і будівля «склалася».
Запропоновану FEMA версію було згодом відкинуто в процесі більш детального розслідування, здійсненого Національним інститутом стандартів і технологій (NIST), яке завершилось у вересні 2005 року. Так само як і FEMA, NIST не мав претензій до конструкції веж ВТЦ, відзначаючи, що самі атаки, а також величина нанесених будівлям ушкоджень були далеко за межами всього того, що коли-небудь відбувалося в США. NIST пояснював руйнування веж тим, що осідаюча підлога (точніше, перекриття) загнула всередину зовнішні колони будівлі, що викликало обвалення верхніх поверхів.
Розчищення території ВТЦ від уламків було цілодобовою операцією, із залученням безлічі підрядників і субпідрядників. На це було витрачено кілька сотень мільйонів доларів. Будівлю 7 WTC відбудовано заново.

## Конструкція веж ВТЦ

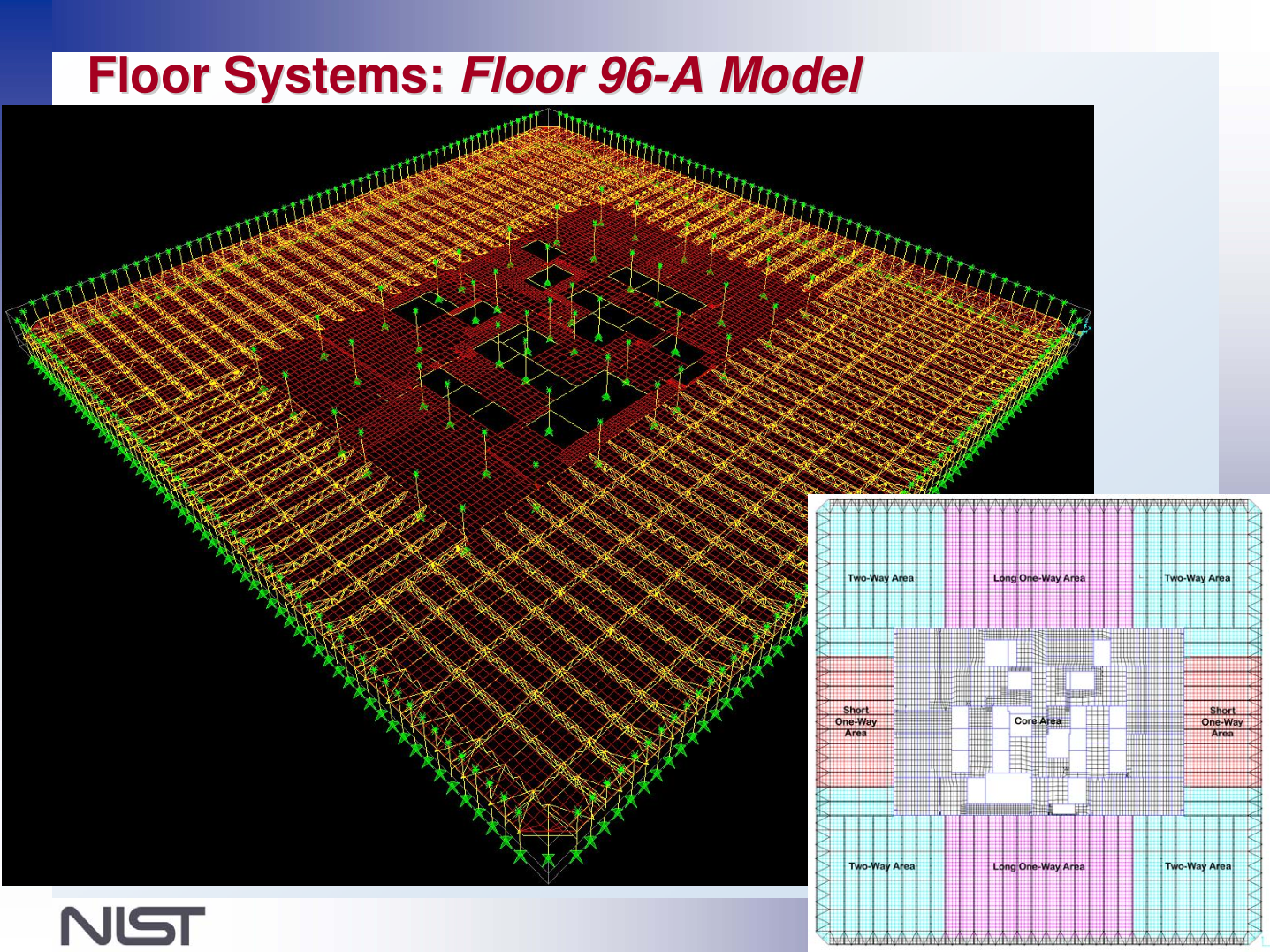
Звичайно-елементна модель поверху ВТЦ, що дозволяє оцінити конструктивну систему будівлі

Габарити споруди в плані 63,4 × 63,4 м, ядра жорсткості — 26,8 × 42,1 м. Вежі ВТЦ були сконструйовані за типом «труба в трубі» (стовбурова конструктивна схема), для того, щоб створити на поверхах безперервний простір, не розділений стінами або колонами. Це було досягнуто за рахунок того, що зовнішня стіна башти фактично мала вигляд безлічі встановлених поряд колон, які беруть на себе основне вертикальне навантаження, тоді як вітрове навантаження припадало, головним чином, на силові колони, що знаходяться в центрі вежі (ядро жорсткості). Починаючи з десятого поверху, кожна стіна башти складалася з 59 колон, в центрі вежі було встановлено 49 силових колон Всі ліфти та сходові клітки проходили в ядрі жорсткості, залишаючи між ядром і периметром вежі великий вільний простір для розміщення офісів .

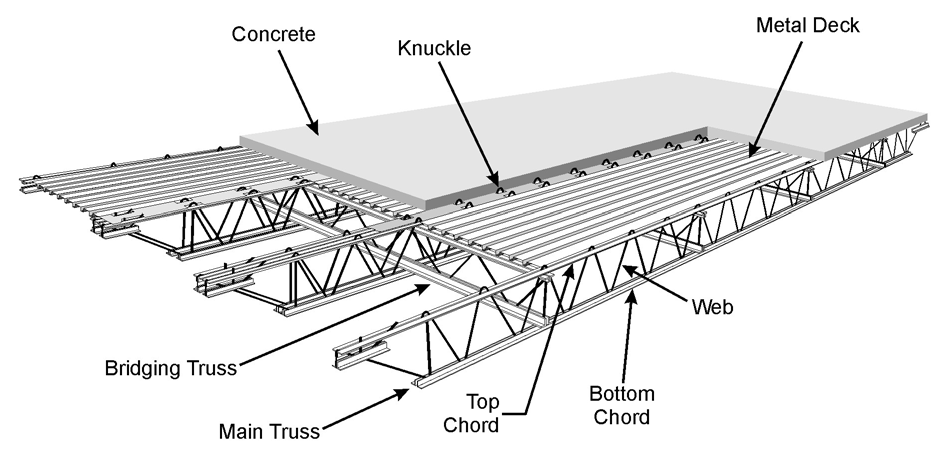
Конструкція поверхового перекриття веж ВТЦ

Конструкція поверхового перекриття становила 10 см легкого бетону, покладеного на незнімну опалубку з профільованого настилу. Профлист укладався на другорядні (допоміжні) ферми, які спираються на головні ферми, передаючи навантаження на центральні і крайні колони. Головні ферми мали довжину 11 і 18 метрів (в залежності від прольоту), укладалися з кроком 2,1 м, і були з зовнішнього боку прикріплені до перемичок, що з'єднує крайні колони на рівні кожного поверху, а з внутрішньої — до центральних колон. Підлога кріпилася через еластичні демпфери з метою зниження впливу коливань будівлі на працюючих в ньому людей.
Кожна вежа також мала додаткову структуру посилення верхньої частини, що включала верхні ферми і консольні ферми, розташовані між 107-м і 110-м поверхами, які складалися з шести ферм уздовж довгої осі (ядра) і чотирьох уздовж короткої осі, яка служила для підвищення загальної стійкості будівлі і перерозподілу навантаження від шпиля антени, яка була встановлена тільки на одну з веж (Північну). NIST встановив, що ця конструкція зіграла ключову роль в послідовності подій, що призвели до повного руйнування веж

### Можливості протистояння пожежі і потрапляння літаків
Як і всі сучасні висотні будівлі, вежі ВТЦ проєктувалися і будувалися з розрахунку на протистояння звичайній пожежі. Багато протипожежних елементів закладалися ще на етапі проєктування і будівництва, інші були додані після пожежі 1975 року, яка охопила шість поверхів, перш ніж її було локалізовано та погашено. Зроблені ще до катастрофи тести показували, що сталеві конструкції веж відповідають існуючим вимогам з вогнестійкості або навіть перевершують їх .
Інженери з будівельних конструкцій, які проєктували Всесвітній торговий центр, враховували можливість того, що з будівлею може зіткнутися літак. У липні 1945 року бомбардувальник B-25 Mitchell втратив орієнтацію в тумані і врізався в 79-й поверх Емпайр-стейт-білдінг. Роком пізніше двомоторний літак C-45 Beechcraft зіткнувся з хмарочосом на Волл-стріт, 40, а інший літак був близький до ще одного зіткнення з Емпайр-стейт-білдінг.
NIST заявляв, що «Американські стандарти будівництва не містять вимог до стійкості будівель при попаданні в них літака. … і таким чином, будівлі проєктуються з розрахунком на протистояння удару повністю заправленого комерційного авіалайнера», проте конструктори і архітектори ВТЦ обговорювали цю проблему і визнавали її важливість. Лесли Робертсон , один з головних інженерів Всесвітнього торгового центру, згадував, що розглядався сценарій потрапляння в будівлю реактивного авіалайнера Boeing 707, який втратив орієнтацію в тумані і летить на відносно низькій швидкості в пошуках аеропорту імені Джона Кеннеді або аеропорту Ньюарк Ліберті . Джон Скіллінг, інший інженер ВТЦ, говорив у 1993 році, що його підлеглі проводили аналіз, який показав, що найбільшою проблемою в разі зіткнення лайнера Boeing 707 з однієї з веж ВТЦ стане потрапляння великої маси палива всередину будівлі, що призведе до «страшної пожежі» і великої кількості людських жертв, але сама будівля залишиться стояти . FEMA писала, що будівлі ВТЦ зводилися з урахуванням зіткнення з реактивним авіалайнером Boeing 707, що важить 119 тонн і летить при цьому на низькій швидкості близько 290 км/год, що набагато менше за вагою і за швидкістю, ніж ті літаки, які були використані в атаках 11 вересня.
NIST виявив в архівах доповідь на 3-х листках, який підсумовує дослідження, що моделює потрапляння в будівлю Boeing 707 або Douglas DC-8 на швидкості 950 км / год. Дослідження показувало, що будівля не повинна зруйнуватися в результаті такого попадання. Але, як зазначали експерти NIST, «дослідження 1964 року не містило моделювання ефекту пожежі, викликаної розпиленням авіаційного палива по будівлі» . Також NIST зазначив, що під час відсутності первинних розрахунків, які використовуються для моделювання ситуації, подальше коментування даної теми буде, головним чином, «спекуляцією» . Іншим документом, знайденим NIST, було обчислення періоду коливань будівлі в разі потрапляння літака на 80-й поверх башти ВТЦ, але в ньому не було зроблено ніяких припущень про долю будівлі після зіткнення. У звіті про оцінку майнового ризику, підготовленого для Silverstain Properties, випадок потрапляння літака у вежі ВТЦ розглядався як малоймовірний, але можливий. Автори звіту посилалися на інженерів з будівельних конструкцій ВТЦ, на думку яких вежі мали вистояти в разі зіткнення великого пасажирського літака, але паливо, що горить та стікає з літака до рівня землі, пошкодило б обшивку будівлі. Частина документів, пов'язаних з аналізом сценарію потрапляння літака у вежі, була загублена в результаті руйнування WTC 1 і WTC 7, в яких зберігалися документи Портового управління Нью-Йорка і Нью-Джерсі і Silverstain Properties.

## Попадання літаків у вежі

Точки попадання літаків у південну і північну вежі ВТЦ

Місця попадання літаків (вид зверху) в північну та південну вежі ВТЦ

Терористи направили у вежі два реактивних авіалайнера Boeing 767, рейс 11 American Airlines (767-200ER) і рейс 175 United Airlines (767—200). Північна вежа (1 WTC) була вражена о 8:46 рейсом 11, між 93 і 99 поверхами. У Південну вежу (2 WTC) о 9:03 врізався рейс 175, між 77 і 85 поверхами.
Авіалайнер Boeing 767—200 має довжину 48,5 м, розмах крил 48 м, несе на борту від 62 тонн (-200) до 91 тонн (-200ER) авіаційного палива. Літаки врізалися у вежі на дуже великій швидкості: рейс 11 летів зі швидкістю приблизно 700 км / год у той момент, коли він врізався в Північну вежу; рейс 175 летів зі швидкістю близько 870 км / год у той момент, коли він врізався в Південну вежу. На додаток до того, що потрапляння привели до серйозних руйнувань несучих колон, вони викликали вибух приблизно 38 тонн авіаційного палива в кожній вежі, що призвело до майже миттєвого розповсюдження сильної пожежі на декількох поверхах, де знаходилася офісні меблі, папір, килимові покриття, книги та інші горючі матеріали. Ударна хвиля від попадання в Північну вежу поширилася вниз до першого поверху, як мінімум по одній шахті швидкісного ліфта, вибила шибки на першому поверсі, через що постраждало кілька людей.

## Пожежа
Легка конструкція веж і відсутність суцільних стін і перекриттів привели до того, що авіаційне паливо поширилося в досить великому обсязі будівлею, привівши до численних спалахів на декількох поверхах, близьких до зон попадання літаків. Саме авіаційне паливо вигоріло протягом декількох хвилин, але горючі матеріали в самій будівлі підтримували інтенсивні пожежі ще протягом години або півтори. Можливо, що якби на шляху літаків виявилися більш традиційні конструкції, то пожежі не були б настільки централізованими та інтенсивними — уламки літаків і авіаційне паливо могли залишитися переважно в периферійній області будівлі, а не проникнути безпосередньо до його центральної частини. В цьому випадку, вежі можливо встояли б, або принаймні, простояли б значно довше.

### Розвиток ситуації
Дзвінки замкнених на верхніх поверхах веж людей до служби 9-1-1 дають певне уявлення про подальший розвиток ситуації. О 9:37 до служби зателефонував чоловік, який перебуває на 105-у поверсі південної вежі, і повідомив, що поверхи під ним «в районі 90-х поверхів» обрушилися. Про погіршення ситуації також повідомляли з вертольотів пожежного департаменту, які перебували в повітрі в районі палаючих веж.
Розвиток ситуації з Південною вежею ВТЦ:
- 9:52 — вертоліт пожежного департаменту повідомляє по радіо, що "великі шматки будівлі можуть впасти з верхніх поверхів Південної башти. Ми спостерігаємо великі частини будівлі, що знаходяться в підвішеному стані".
- 9:59 — з вертольота повідомляють, що Південна вежа падає.

Також з вертольотів повідомляли про розвиток ситуації з Північною вежею ВТЦ :
- 10:20 — вертоліт пожежного департаменту повідомляє, що верхні поверхи північній вежі можуть бути нестійкі.
- 10:21 — повідомляється, що покосився південно-східний кут вежі, і що вежа починає хилитися в південну сторону.
- 10:27 — повідомляється, що дах Північної вежі може обрушитися в будь-яку хвилину.
- 10:28 — з вертольота повідомляють, що Північна вежа звалилася.

Перевантаження диспетчерів і погана робота комунікацій призвели до того, що пожежний і поліцейський департаменти Нью-Йорка відчували великі проблеми із забезпеченням своєчасного взаємодії, як зі своїми підрозділами, так і один з одним. У результаті пожежні команди, що знаходилися в баштах, не отримали наказу про евакуацію і при обваленні будинків загинуло 343 пожежних.

## Обвалення веж ВТЦ
О 9:59 обрушилася Південна вежа, через 56 хвилин після удару. Північна вежа простояла до 10:28, 102 хвилини після попадання в неї літака. В результаті обрушення вежі створили величезну хмару пилу, яке покрило значну частину Мангеттена. В обох випадках стався схожий процес, верхня пошкоджена частина будівлі обрушилася на нижні поверхи. Обидві вежі впали практично вертикально, хоча спостерігалося значне відхилення від вертикалі верхній частині Південної вежі. Спостерігалося також, що з вікон будинків нижче зони обвалення, що швидко просувалася, вилітали уламки і пил.

### Механізм обвалення веж
Розслідування NIST показало, що у зв'язку з тим, що літаки потрапили у вежі неоднаковим чином, процес руйнування Північної і Південної вежі також дещо відрізнявся, хоча в цілому був схожим. Після потрапляння літаків, були серйозно пошкоджені внутрішні силові колони, хоча зовнішні колони постраждали відносно слабко. Це викликало серйозний перерозподіл навантаження між ними. Значну роль у цьому перерозподілі зіграла верхня силова структура веж, вага якої тепер припадала переважно не на внутрішні, а на периферійні колони.
Літаки, що потрапили в будівлі обдерли вогнетривке покриття зі значної частини стальних конструкцій, що призвело до того, що вони опинилися під безпосереднім впливом вогню. За 102 хвилини, що передували падінню Північної вежі, температура пожежі, хоча і була значно нижчою точки плавлення металу, досягла достатньої величини, щоб викликати ослаблення силових колон в центрі будівлі, які стали деформуватися і згинатися під вагою верхніх поверхів.
Звіт NIST описує цю ситуацію так:

Можна уявити центральний силовий каркас Північної вежі у вигляді трьох секцій. Нижня секція (нижче зони руйнувань) становила жорстку стійку неушкоджену структуру, що має температуру, близьку до нормальної. Верхня секція, вище зони руйнувань, також була жорсткою коробкою, що має до того ж, велику вагу. Середня секція, що знаходиться між ними, була пошкоджена ударом і вибухом літака, а також була ослаблена пожежею. Верхня частина силового каркаса прагнула провалитися нижче, але її утримувала верхня фермова конструкція, яка спирається на периферійні колони. В результаті ця конструкція створила велике навантаження на периметр будівлі.
Оригінальний текст (англ.)
[At this point, the core of WTC 1 could be imagined to be in three sections. There was a bottom section below the impact floors that could be thought of as a strong, rigid box, structurally undamaged and at almost normal temperature. There was a top section above the impact and fire floors that was also a heavy, rigid box. In the middle was the third section, partially damaged by the aircraft and weakened by heat from the fires. The core of the top section tried to move downward, but was held up by the hat truss. The hat truss, in turn redistributed the load to the perimeter columns.] Помилка: [undefined] Помилка: {{Lang}}: немає тексту (допомога): не вказано код мови (допомога)
— Звіт NIST, стр. 29
Схожа ситуація була і в Південній вежі (були серйозно пошкоджені внутрішні силові колони). Периферійні колони і структури підлоги обох веж були ослаблені вогнем, що викликало осідання підлоги на пошкоджених поверхах і створення значного навантаження на периферійні колони, спрямованої всередину будівлі.
О 9:59, через 56 хвилин після удару, осідаюча підлогу викликала серйозне згинання всередину зовнішніх колон на східній стороні Південної вежі, верхня силова структура передала цей згинальний момент на центральні колони, що викликало їх руйнування і початок колапсу будівлі, верхня частина башти при цьому відхилилася в сторону пошкодженої стіни (немає пояснення, чому та частина Південної вежі, яка нахилилася на схід, і почала вільне падіння не була знайдена на землі цілою). О 10:28 покоробилась південна стіна Північної вежі, що викликало приблизно таку ж послідовність подій. В результаті, після колапсу верхніх поверхів, повне руйнування веж стало неминучим, через величезну вагу тієї частини будівель, які знаходилися вище зони пошкоджень.
Причиною того, що Північна вежа простояла довше Південної, стало поєднання наступних трьох факторів: зона попадання літака в північну вежу була вище (і вага верхньої частини будівлі, відповідно, менше), швидкість літака, що потрапив в вежу, була нижчою, до того ж, літак потрапив на поверхи, протипожежний захист яких було раніше частково поліпшено .

### Теорія повного прогресуючого колапсу

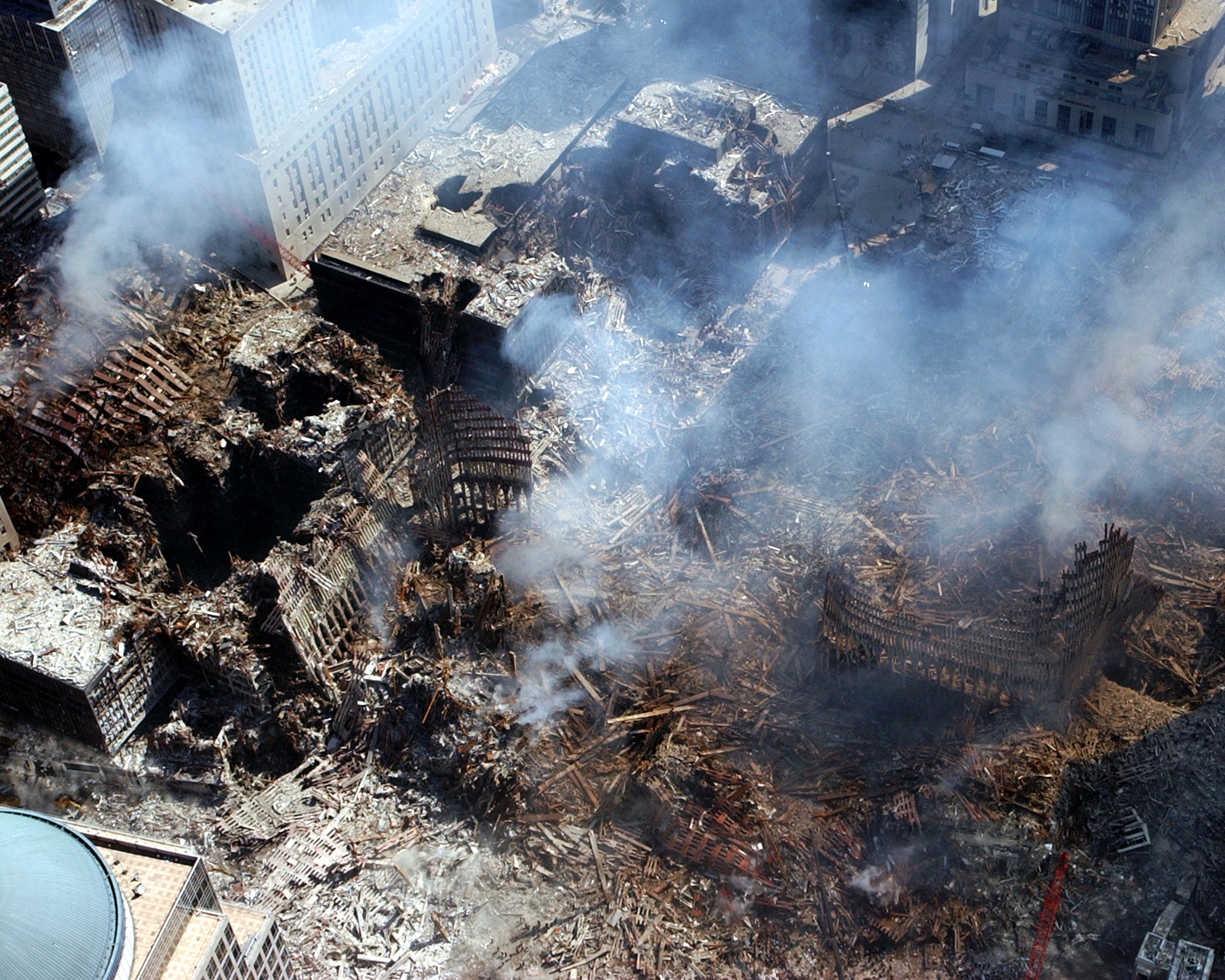
Руїни Південної вежі (праворуч) і Північної вежі (зліва), а також інших будівель Всесвітнього торгового центру

Величезна хмара пилу закрила зруйновані вежі, що унеможливило встановити точну тривалість руйнування на основі візуальних свідчень.
Оскільки звіт NIST стосується, головним чином, механізмів первісного обвалення, він не стосується питання подальшого за ним повного колапсу обох веж ВТЦ. Початкові аналізи пояснювали колапс тим, що кінетична енергія падаючих верхніх поверхів була набагато більшою того, що могли витримати міжповерхові перекриття, які також руйнувалися, додаючи падаючій будівлі кінетичної енергії. Цей сценарій розвитку подій повторювався з усе наростаючою швидкістю до тих пір, поки вежі не зруйнувалися повністю. Незважаючи на те, що це найбільш широко поширена серед будівельних інженерів точка зору, вона критикувалася за те, що в ній не враховується опір нижче розташованих структур, які мали уповільнити колапс веж, або навіть зупинити його .

## Обвалення будівлі 7 WTC

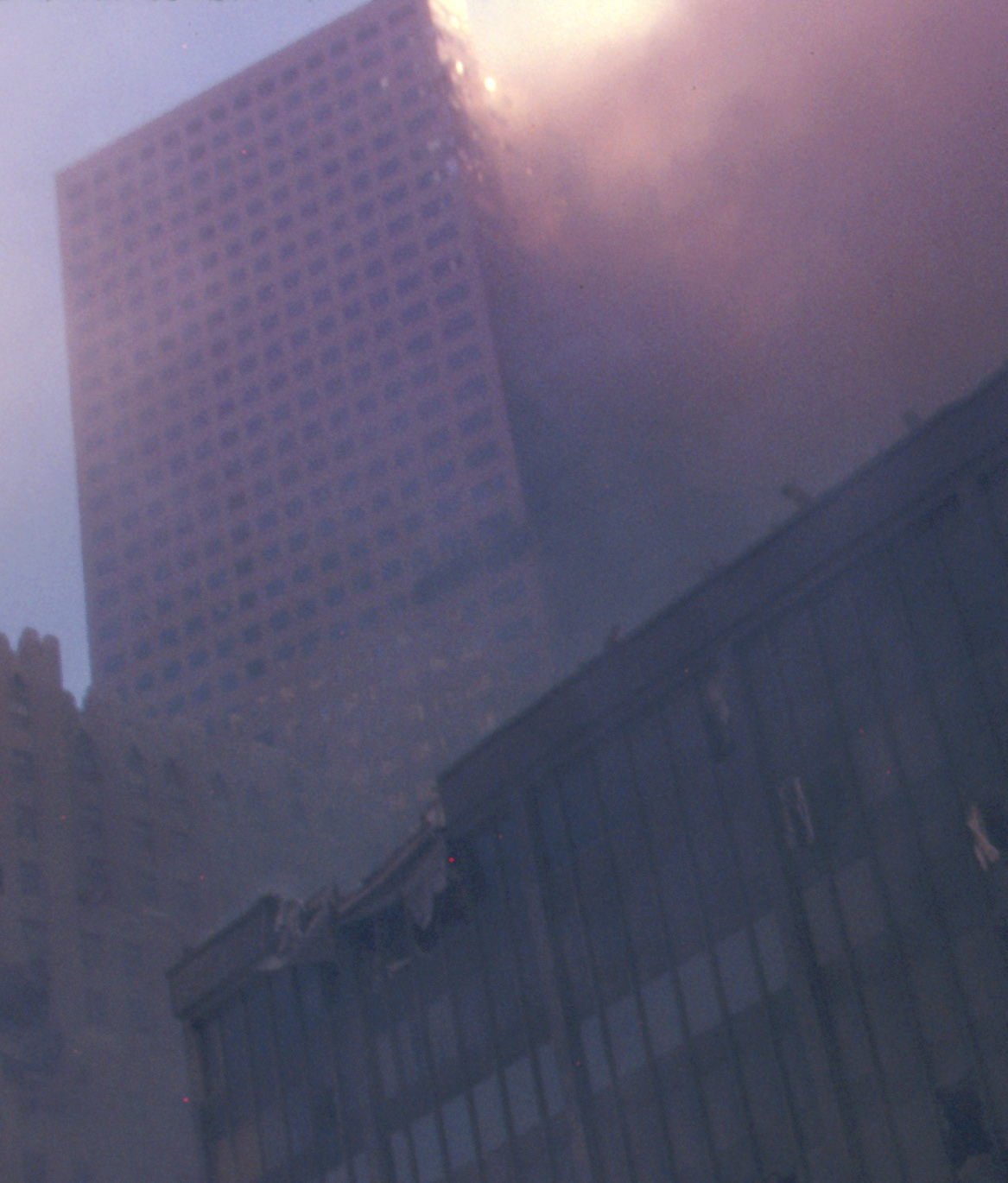
Пожежі в будівлі 7 WTC 11 вересня після обвалення головних веж

Комплекс ВТЦ складався з семи будівель, три з яких повністю обрушилися того ж дня, коли сталися терористичні атаки. О 17:20 обрушилася 47-поверхова будівля 7 WTC, яка розташовувалося через вулицю від головних веж, вона стало третім повністю зруйнованим будинком ВТЦ. На відміну від двох веж-близнюків, обвалення 7 WTC було передбачене за кілька годин, і всі люди з будівлі були евакуйовані. Для спостереження за палаючою і напівзруйнованою будівлею використовувалися геодезичні прилади. Початкове дослідження FEMA вийшло непереконливим, і обвалення 7 WTC не увійшло до остаточного звіту NIST, опублікованого у вересні 2005 року. За винятком листа, опублікованого Металургійним Журналом, в якому передбачалося, що сталевий каркас будівлі міг розплавитися від пожежі, ніяких інших досліджень з даного питання в наукових журналах опубліковано не було. Падіння 7 WTC розслідувалася окремо від падіння 1 WTC і 2 WTC, і в червні 2004 року NIST випустив робочий звіт, в якому містилося кілька гіпотез, що сталося. Однією з гіпотез стало руйнування однієї з критично важливих опорних колон будівлі, викликане пожежею або попаданням великих уламків падаючих веж, що призвело до «диспропорційно колапсу всієї структури» .

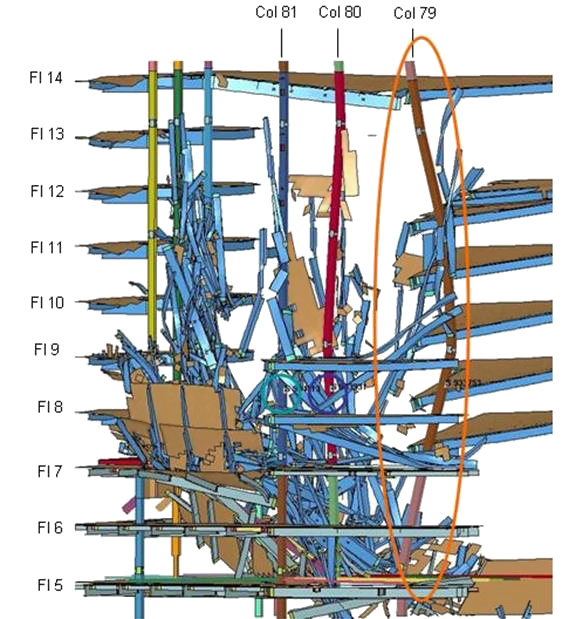
Діаграма NIST, що показує вигин колони 79 (обведено оранжевим), в результаті якого почалося прогресуюче руйнування будівлі WTC7.

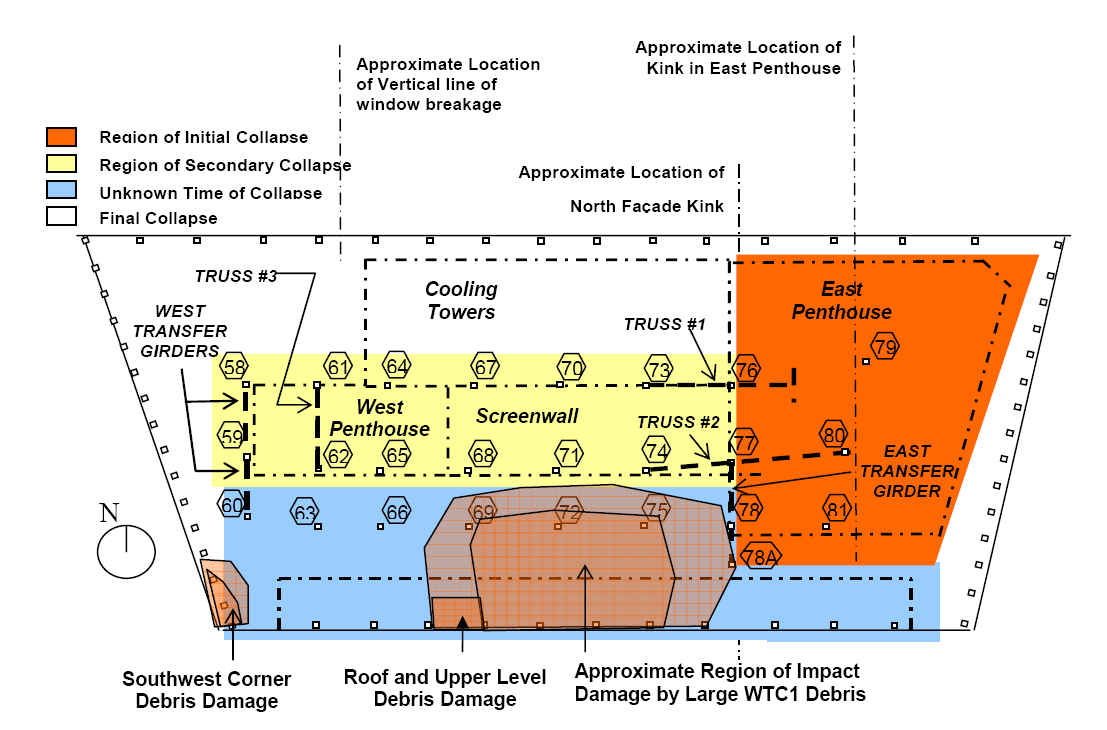
Порядок руйнування 7 WTC на схемі з попереднього звіту NIST 2004 року. Колона 79 відзначена колом у центрі червоної зони.

20 листопада 2008 року NIST опублікував остаточний звіт з падіння 7 WTC . У звіті NIST основною причиною руйнування називався пожежа разом з відсутністю води для боротьби з вогнем у пожежних і в системі автоматичного пожежогасіння. NIST відновлює послідовність подій наступним чином: о 10:28 уламки від падаючого 1 WTC викликали пошкодження сусідньої 7 WTC. Також виникли загоряння, ймовірно, від палаючих уламків з 1 WTC. До 7 WTC відразу приїхали пожежники, але об 11:30 виявили, що в пожежних гідрантах немає води для боротьби з вогнем — вода надходила з міської системи водопостачання, зруйнованої в результаті падінь веж 1 WTC і 2 WTC. Пожежний департамент Нью-Йорка, побоюючись за життя пожежників у разі руйнування 7 WTC, о 14:30 відкликав пожежних і припинив боротьбу за збереження будівлі. Вогонь спостерігався на 10 поверхах від 7-го до 30-го, а на поверхах 7-9 і 11-13 пожежа вийшла з під контролю . Теплове розширення балок, що нагрілися до приблизно 400 ° C, навколо колони 79 у східній частині будівлі в районі 13-14 поверху призвело до провалу ослаблених пожежею перекриттів (сталь не втрачає свої характеристики при температурі 400 градусів. Сталь починає слабшати при температурах вище 800 градусів), суміжних з колоною 79, з 13-го до 5-го поверху. Руйнування перекриттів позбавило колону 79 горизонтальної підтримки, і вона почала згинатися, що стало безпосередньою причиною повного руйнування будівлі через кілька секунд. Вигин колони 79 привів до переносу навантаження на колони 80 і 81, які також почали вигинатися, в результаті чого були зруйновані всі пов'язані з цими колонами перекриття до верху будівлі. Падаючі перекриття зруйнували ферму 2, що призвело до падіння колон 77, 78 і 76. У результаті збільшення навантаження, що перейшло від зігнутих колон, падіння зверху уламків перекриттів і відсутності горизонтальної підтримки з боку зруйнованих перекриттів всі внутрішні колони зі сходу на захід стали послідовно згинатися. Слідом за цим у районі поверхів 7-14 почали згинатися і зовнішні колони, на які перейшло навантаження з опущених внутрішніх колон і центру, і всі поверхи вище зігнутих колон почали опускатися вниз як єдине ціле, що завершило остаточну руйнацію будівлі о 17:20 .
Деякі автори критикували рішення міської влади про розміщення на 23-му поверсі 7 WTC штаб-квартири Офісу надзвичайних ситуацій (англ. Office of Emergency Management Передбачалося, що це могло стати істотним чинником для руйнуванні будівлі. Особливо наголошувалося розміщення в будівлі великих резервуарів з дизельним паливом, які повинні були служити для постачання аварійних електрогенераторів . NIST прийшов до висновку, що дизельне паливо не зіграло роль в руйнуванні будівлі, але швидка евакуація Офісу надзвичайних ситуацій стала однією з причин поганої взаємодії різних служб і втрати контролю над ситуацією. Основною причиною руйнування будівлі стала пожежа, пошкодження від уламків падаючого 1 WTC що прискорило падіння будівлі, але розрахунки NIST показали, що 7 WTC зруйнувалося б і від однієї лише неконтрольованого пожежі .

## Хід розслідувань

### Перша реакція
Руйнування веж ВТЦ виявилося несподіванкою для будівельних інженерів. «До 11 вересня, — писав журнал New Civil Engineer, — ми цілком щиро не могли припустити, що будова такого масштабу може спіткати подібна доля». Незважаючи на те, що пошкодження від ударів літаків були вельми серйозні, вони торкнулися всього кілька поверхів кожної будівлі. Для інженерів стало викликом з'ясувати, яким чином подібні локальні пошкодження стали причиною повного прогресуючого колапсу трьох, одних з найбільших в світі, будівель. В інтерв'ю каналу BBC, яке він дав у жовтні 2001 року, англійський архітектор Боб Галворсон цілком вдало передбачив, що підуть численні «дебати, про те чи міг Всесвітній торговий центр обрушитися таким чином, як він це зробив.» У повний аналіз повинні увійти архітектурні та конструкторські плани ВТЦ, показання свідків, відеозаписи руйнування, дані дослідження уламків, і так далі. Підкреслюючи складність цього завдання, Галворсон сказав, що руйнування веж ВТЦ знаходиться «далеко за межею звичайного досвіду».

### Авторитетність досліджень

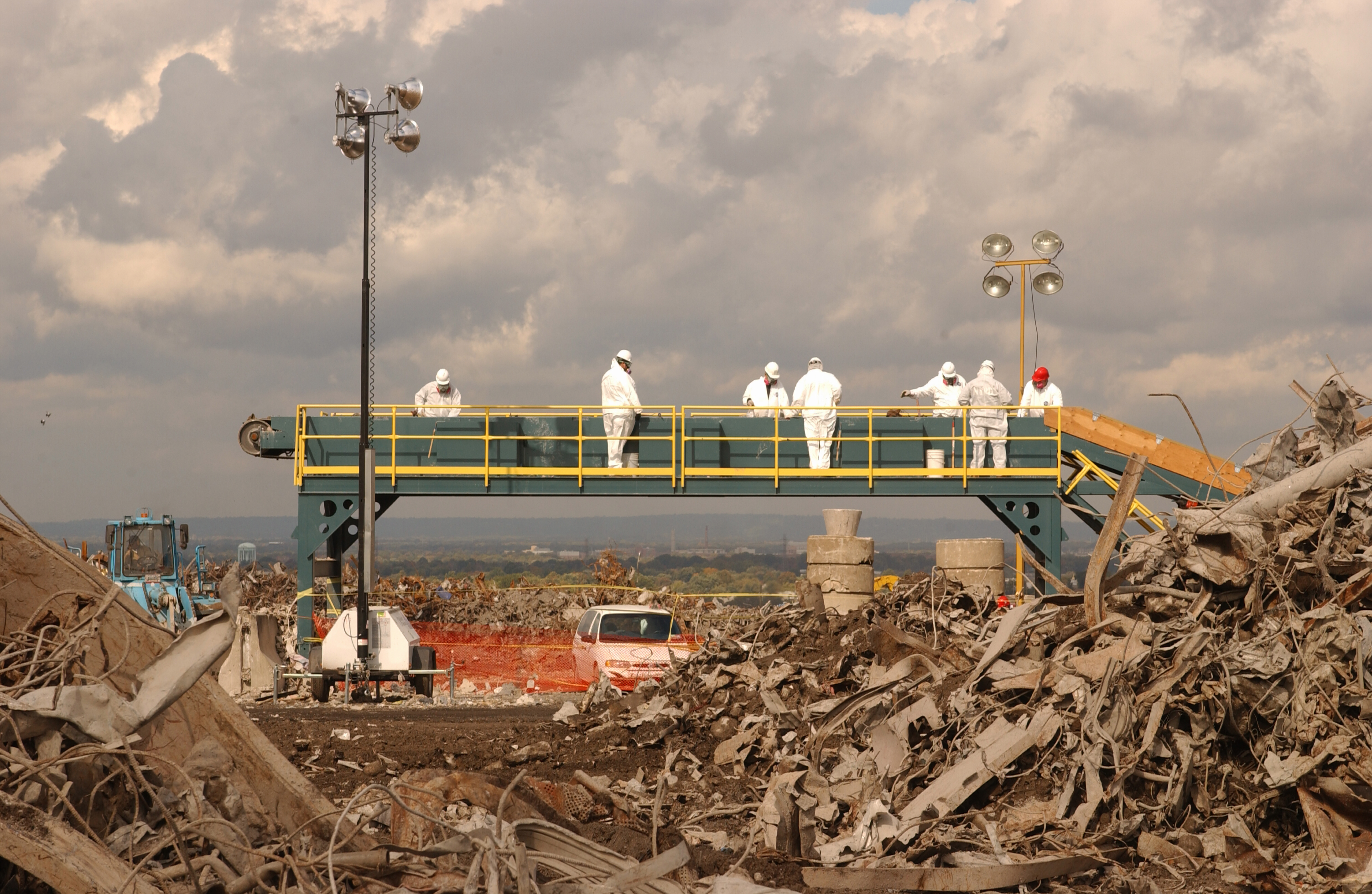
Аналіз уламків будівель, вивезених на смітник Фрешкіллс на Стейтен-Айленді

Відразу після катастрофи виникла ситуація невизначеності в тому, хто має достатній авторитет для проведення офіційного розслідування. На противагу тій практиці, яка існує при розслідуванні авіакатастроф, ясних процедур розслідування обвалення будівель просто не існувало.
Через невеликий час після катастрофи на базі Інституту будівельних інженерів (англ. Structural Engineers Institute (SEI)), Американського товариства цивільних інженерів (англ. American Society of Civil Engineers ASCE), була створена робоча група, куди також були залучені фахівці Американського товариства цивільних інженерів (англ. American Institute of Steel Construction Американського інституту бетону (англ. American Concrete Institute Національної Асоціації Протипожежної Захисту і Сообщества инженеров противопожарной защиты (англ. Society of Fire Protection Engineers. ASCE також запропонувало долучитися до роботи цієї групи Федеральному агентстві з управління з надзвичайних ситуаціях (FEMA), яка пізніше отримала спільне управління ASCE-FEMA. Це розслідування згодом критикувалося американськими інженерами та юристами, проте авторитет вищезазначених організацій був достатній для ведення розслідування і для забезпечення доступу на місце катастрофи для експертів групи. Одним з найбільш гострих моментів розслідування стало те, що розчищення місця катастрофи фактично призвела до знищення компонентів будівель, що залишилися. Дійсно, коли NIST опублікував свій фінальний звіт, в ньому було вказано на «брак фізичних свідоцтв», що стала однією з основних проблем розслідування. Тільки частки відсотка останків будівлі залишилися доступними для розслідування після закінчення робіт з розчищення, всього вдалося зібрати 236 окремих сталевих фрагментів.
FEMA опублікувало свій звіт у травні 2002 року. Незважаючи на те, що NIST вже декларував свою залученість до розслідування в серпні того ж року, в жовтні 2002 року під наростаючим тиском громадськості, яке вимагала проведення більш детального розслідування, Конгрес прийняв білль про створення нової групи під керуванням NIST, яка опублікувала свій звіт у вересні 2005 року.

### Теорія FEMA «стопка млинців»
У своїх ранніх розслідуваннях FEMA розробило теорію, яка пояснює колапс веж ВТЦ, названу «теорією стопки млинців» (англ. pancake theory Ця теорія захищалася Томасом Іга і широко висвітлювалася телекомпанією PBS . Відповідно до цієї теорії сталося руйнування з'єднання між підтримуючими підлогу фермами і колонами будівлі, в результаті чого підлога провалилася поверхом нижче, створивши для його конструкції навантаження, на які той не був розрахований. Деякі окремі публікації пропонували інші набори чинників, що викликали колапс веж, але в цілому більшість прийняла саме цю теорію.
Основним ключовим фактором у цій теорії залишалися пожежі. Томас Іга, професор матеріалознавства Массачусетського технологічного інституту (MIT), описував пожежі як «найбільш незрозумілу частину колапсу веж ВТЦ». Незважаючи на те, що спочатку вважалося, що пожежі «розплавили» сталеві конструкції, Іга заявив, що «температура пожеж у баштах ВТЦ була незвично великою, але все ж виразно недостатньої для того, щоб викликати розплавлення або серйозне розм'якшення сталі». Займання авіаційного гасу як правило призводить до великих пожеж, але ці пожежі не мають дуже високої температури. Це призвело Іга, FEMA та інших дослідників до думки, що існувала слабка точка, і цією точкою були названі кріплення статі до несучих конструкцій будівлі. Через пожежу ці кріплення ослабли і, коли вони зруйнувалися під вагою підлоги, почався колапс. З іншого боку, звіт NIST повністю і недвозначно заявляє про те, що ці кріплення були зруйновані. Мало того, саме їх міцність і стала однією з основних причин обвалення, оскільки через них на периферійні колони було передано зусилля, зігнувшись колони всередину.
При температурах вище 400—500°C відбувається різке зниження межі міцності і межі текучості (в 3-4 рази), при 600°C вони близькі до нуля і несуча здатність сталі вичерпується.

### Звіт NIST

#### Організація дослідження

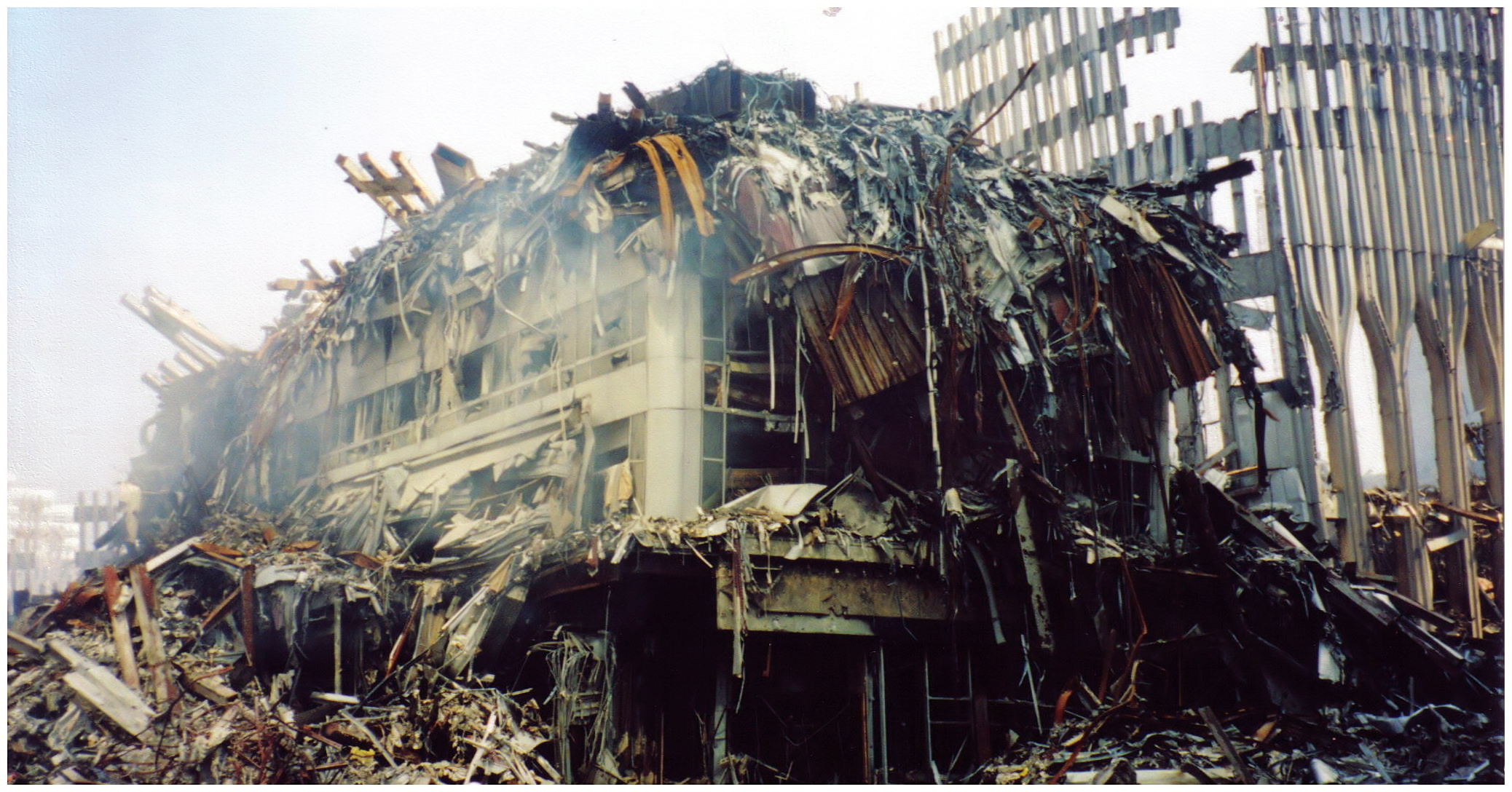
Частина зовнішньої стіни Південної вежі ВТЦ продовжує стояти після катастрофи. На передньому плані зруйнований в результаті падіння веж 22-поверховий готель Mariott.

В результаті наростаючого тиску з боку експертів, лідерів будівельної індустрії та членів сімей загиблих, що виник після опублікування звіту FEMA, Національний Інститут Стандартів і Технології (NIST) Департаменту Комерції провів трирічне розслідування причин руйнування та колапсу веж ВТЦ, що коштувало 24 мільйони доларів . Дослідження включало в себе серію експериментів, крім того, до нього були залучені провідні фахівці багатьох сторонніх організацій:
- Structural Engineering Institute of the American Society of Civil Engineers (SEI / ASCE)
- Society of Fire Protection Engineers (SFPE)
- National Fire Protection Association (NFPA)
- American Institute of Steel Construction (AISC)
- Council on Tall Buildings and Urban Habitat (CTBUH)
- Structural Engineers Association of New York (SEANY)

#### Галузь дослідження та її обмеження
Область дослідження NIST була обмежена вивченням питання про «послідовності подій від моменту потрапляння літака до початку обвалу кожної вежі», а також включала в себе «невеличкий аналіз структурної поведінки конструкції вежі після того, як були досягнуті умови її руйнування, і колапс став неминучим». Так само, як і багато інших інженерів, які займалися цим питанням, експерти NIST зосередилися на попаданнях літаків в вежі, моделюючи ефекти влучень, такі як руйнування конструкцій, поширення вогню тощо з дуже високим ступенем подробиць. NIST розробив кілька дуже високодеталізованих моделей різних компонентів будівлі, таких як підтримують підлогу перемички, крім того, були змодельовані будівлі цілком, але вже з меншим рівнем деталізації. Ці моделі були статичними, або квазістатичного, включали в себе моделювання деформацій, але не включали в себе моделювання руху структурних елементів після їх роз'єднання між собою. Таким чином, моделі NIST корисні для з'ясування причин початку колапсу веж, але не дають можливості змоделювати сам колапс.

### Паралельні розслідування
У 2003 році три інженера Університету Единбурга опублікували доповідь, в якому передбачалося, що лише дії пожеж, навіть без урахування руйнівної дії ударів літаків, було досить для повного руйнування веж ВТЦ. На їхню думку, конструкція веж робила їх виключно уразливими для великих пожеж, що охоплюють відразу кілька поверхів Коли вийшов звіт NIST, Барбара Лейн та англійська інженерна компанія Arup розкритикували висновок цього звіту, що руйнування, викликані потраплянням літаків, стали необхідним фактором для початку руйнування будівель .
У вересні 2019 року група вчених Аляскинського університету в Фербенксі (під керівництвом Лероя Хаслах) опублікувала попередню доповідь з причин обвалення будівлі 7 WTC. Два основні висновки, зроблених дослідниками, зводяться до того, що 1) пожежа не була причиною обвалення будівлі 7 WTC, всупереч результатам досліджень NIST та інших організацій, і 2) причиною обвалення зазначеної будівлі було майже одночасне руйнування всіх несучих колон будівлі, що в свою чергу робить однією з найбільш ймовірних причин контрольований підрив.

### Критика
Джеймс Квінтер, професор з протипожежного захисту Університету Меріленда, вказував, що у звіті NIST бракує чіткого викладу послідовності подій і фізичних свідоцтв того, що сталося .

## Інші будівлі

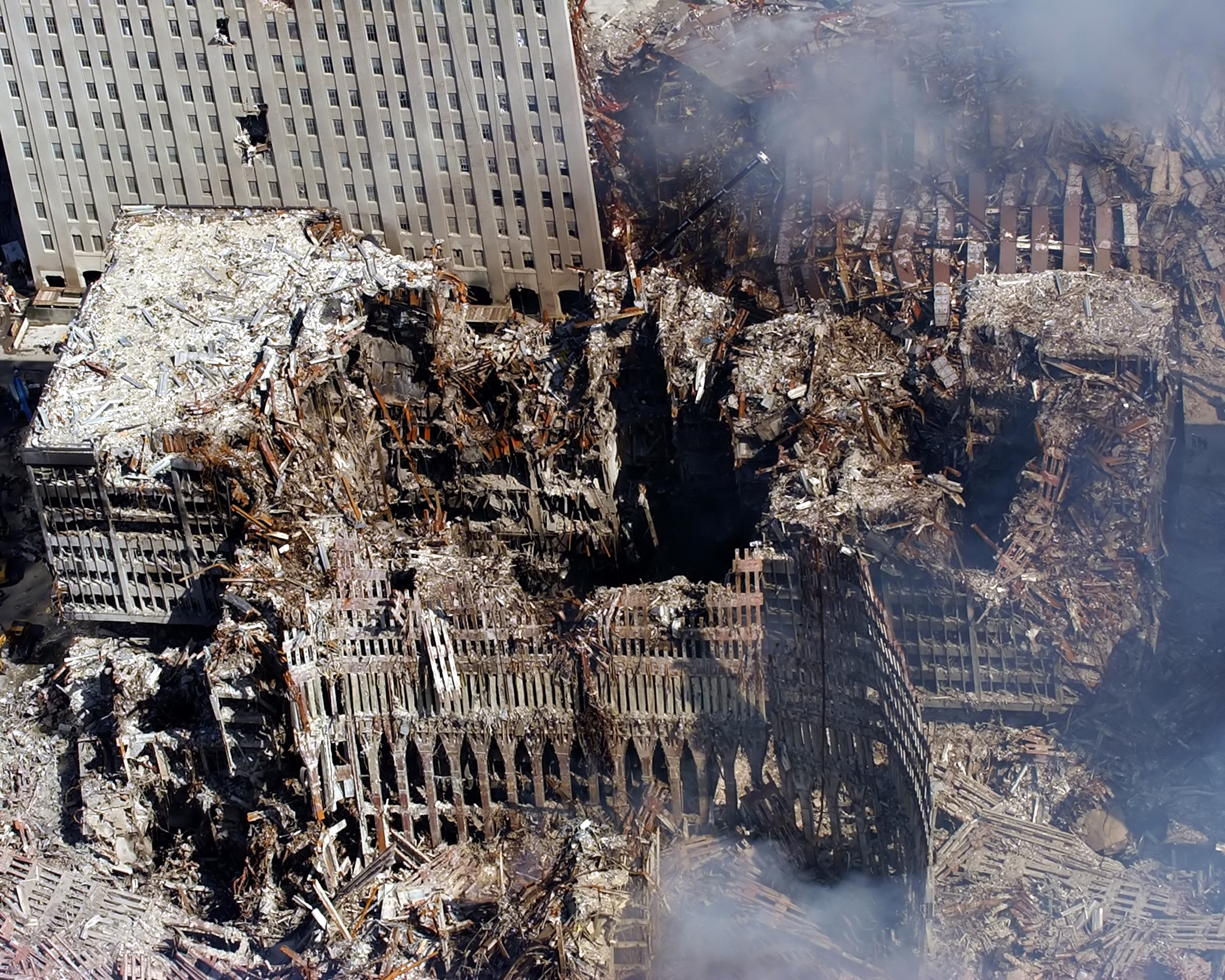
Частини зовнішньої стіни Північної вежі навпроти останків будівлі 6 WTC, який отримав дуже серйозні пошкодження в результаті падіння Північної вежі. У правому верхньому куті останки будівлі 7 WTC.

11 вересня 2001 року було зруйновано весь комплекс будівель Всесвітнього торгового центру і маленька православна грецька церква Святого Миколи, що стояла на Ліберті-стріт навпроти південній вежі ВТЦ. Крім того, в тій чи іншій мірі постраждали багато навколишніх комплексів будівлі.

## Наслідки

### Розчищення місця катастрофи
Величезна гора уламків на місці ВТЦ продовжувала горіти і тліти ще протягом трьох місяців, спроби впоратися з вогнем не мали успіху до тих пір, поки не було вивезено значну кількість уламків і сміття. Розчищення стало вельми масштабною операцією, координацією якої займався Будівельний Департамент (DDC). Попередній план розчищення був підготовлений ще 22 вересня, компанією Controlled Demolition Inc. (CDI) з Фенікса. Марк Лозо, президент CDI, особливо підкреслював важливість захисту глиняної стіни (або «ванни»), яка захищала фундамент ВТЦ від затоплення водами Гудзона . Розчищення велися цілодобово, із залученням великої кількості підрядників, і обійшлася в сотні мільйонів доларів . На початку листопада, після того як була прибрана приблизно третину сміття, уряд міста почав скорочувати участь в розчищенні поліцейських і пожежних, які займалися пошуком останків загиблих, і перенесло пріоритети на вивезення сміття. Це викликало заперечення пожежних .
Станом на 2007 рік тривало знесення деяких оточуючих ВТЦ будівель, на тлі будівництва заміни ВТЦ, меморіального комплексу та «Вежі Свободи» (Freedom Tower).

## Версії контрольованого знесення
Існує версія, що вежі ВТЦ могли бути зруйновані в результаті спланованого контрольованого знесення, а не в результаті попадання літаків. Ця теорія була відкинута NIST, який прийшов до висновку, що в процесі обвалення веж не було участі вибухових речовин.
NIST заявив, що він не виконував тести для пошуку залишків вибухонебезпечних речовин у будь-якому роді в уламках з огляду на те, що в цьому не було необхідності:
12. Did the NIST investigation look for evidence of the WTC towers being brought down by controlled demolition? Was the steel tested for explosives or thermite residues? The combination of thermite and sulfur (called thermate) «slices through steel like a hot knife through butter.»

NIST did not test for the residue of these compounds in the steel.
The responses to questions number 2, 4, 5 and 11 demonstrate why NIST concluded that there were no explosives or controlled demolition involved in the collapses of the WTC towers.
— http://www.nist.gov/public_affairs/factsheet/wtc_faqs_082006.cfm
У звіті 2008 року NIST також проаналізував гіпотезу вибуху в башті 7 WTC і прийшов до висновку, що вибух не міг викликати спостережуваних наслідків. Зокрема, найменша кількість вибухівки, яка змогла б зруйнувати колону 79, викликало б шум у 130—140 децибел на відстані 1 км від 7 WTC, але такий шум не був помічений ні звукозаписної апаратурою, ні свідками. Дана теорія стала помітною частиною більшості всіх «теорій змови», що виникли в результаті подій 11 вересня .